# Монегасско-непальские отношения
Монегасско-непальские отношения — двусторонние дипломатические отношения между княжеством Монако и республикой Непал. Страны поддерживают дружественные отношения. За исключением случайных контактов, между двумя странами не так много взаимодействий и обменов. Политика нейтралитета Монако между двумя большими соседями и стремление Непала к миру и свободе имеет некоторые общие черты.

## История
Отношения между Федеративной Демократической Республикой Непал и Княжеством Монако были установлены 15 мая 2012 года. Правительство Непала также назначило почетного консула в Монако.
24 октября 2011 года состоялся визит принца Альберта и принцессы Шарлен в Непал, во время которого они открыли школьные здания, построенные при поддержке Монако. Во время землетрясения 2015 года Монако выразило солидарность и поддержку Непалу и предоставил предметы первой необходимости через Международную федерацию Красного Креста и неправительственные организации. Правительство принца также организовало репатриацию 26 граждан Монако, застрявших в высокогорье (в частности, членов ассоциаций Monaco Aide et Présence и NAMASTE). 
Пока нет данных о прямых иностранных инвестициях из Монако, поступающих в Непал. Однако существует потенциал для расширения сотрудничества в области инвестиций, передачи технологий и туризма. 

## Торговые отношения
Торговые отношения в настоящее время находятся на незначительном уровне, в основном в пользу Непала. Непал импортирует из Монако эфирные масла и резиноиды, электрические машины и оборудование и их части, а экспортирует в Монако в основном ковры и другие текстильные напольные покрытия, одежду и аксессуары для них.
| Год  | Экспорт | Импорт | Сальдо |
| ---- | ------- | ------ | ------ |
| 2015 | 38 064  | 477    | 37 587 |
| 2016 | 31 573  | 5 934  | 25 639 |
| 2017 | 10 930  | 14 448 | -3 518 |
| 2018 | 39 673  | 11 321 | 28 352 |
| 2019 | 42 801  | 6,552  | 36 249 |

## Дипломатические миссии
- Непал представлен в Монако на консульском уровне через консульство[4]. Также посольство в Париже, столице Франции, одновременно аккредитовано в Монако[5].
- Монако не представлен в Непале ни на каком уровне.